# Carl-Frederik Bévort
Carl-Frederik Bévort, född den 24 november 2003, är en dansk tävlingscyklist.
Bevort ingick i det danska laget som tog brons i lagförföljelse vid VM 2022 och guld vid VM 2023.